# Gerald Schaale
Gerald Schaale (* 7. Mai 1955 in Ost-Berlin) ist ein deutscher Schauspieler und Synchronsprecher.

## Leben
Seine Ausbildung absolvierte Schaale an der Hochschule für Schauspielkunst „Ernst Busch“ Berlin. Im Jahr 1978 erhielt er ein Engagement am Kinder- und Jugendtheater in Berlin, dem Theater der Freundschaft, dem er bis Anfang der 1990er-Jahre treu blieb. Dazwischen trat er in mehreren Kinderrevuen im Palast der Republik auf, darunter in Abenteuer mit den Abrafaxen (1980), Märchenzirkus (1981/1983/1987) und Der verzauberte Weihnachtsmann (1985). Seit Ende der 1970er-Jahre wirkt Schaale in verschiedenen Hörspiel-Produktionen mit. Außerdem leiht er Schauspielern und Filmfiguren als Synchronsprecher in Filmen, Serien und Hörbüchern seine Stimme. Darunter sind zum Beispiel Snoop Dogg, David Schwimmer, Daffy Duck in Space Jam und Agumon in Digimon.
In der Tex Avery Show wird die Titelfigur und Freddy, die Fliege von ihm synchronisiert. Auch in der 2015 produzierten Fernsehserie Heidi hatte er eine Sprechrolle als Herr Bahner.
Schaale ist zudem als Filmschauspieler aktiv. In der Krimireihe Polizeiruf 110 war er als Leutnant König und Unterkommisar Walle zu sehen. Im Jahr 2007 spielte er die Rolle des Herrn Göbel in der Kinder- und Jugendserie Schloss Einstein.

## Filmografie
- 1974: Polizeiruf 110: Per Anhalter (Fernsehreihe)
- 1976: Mama, ich lebe
- 1977: Ein Katzensprung
- 1979: Chiffriert an Chef – Ausfall Nr. 5
- 1979: Ernste Spiele
- 1979: Polizeiruf 110: Am Abgrund (Fernsehreihe)
- 1980: Polizeiruf 110: Der Hinterhalt (Fernsehreihe)
- 1982: Sabine Kleist, 7 Jahre…
- 1984: Polizeiruf 110: Das vergessene Labor (Fernsehreihe)
- 1988: Polizeiruf 110: Eine unruhige Nacht (Fernsehreihe)
- 1990: Polizeiruf 110: Das Duell (Fernsehreihe)
- 1991: Polizeiruf 110: Das Treibhaus (Fernsehreihe)
- 1991: Polizeiruf 110: Todesfall im Park (Fernsehreihe)
- 1991: Polizeiruf 110: Mit dem Anruf kommt der Tod (Fernsehreihe)
- 1991: Polizeiruf 110: Thanners neuer Job (Fernsehreihe)
- 1991: Der Erdnussmann
- 2007: Schloss Einstein, Folge 439–480 (Fernsehreihe)

## Synchronsprecher (Auswahl)
Andy Richter
- 2005: Madagascar als Mort
- 2008: Madagascar 2 als Mort
- 2009–2013: Die Pinguine aus Madagascar (Fernsehserie) als Mort
- 2009: Fröhliches Madagascar als Mort
- 2012: Madagascar 3: Flucht durch Europa als Mort
- 2014: Die Pinguine aus Madagascar (Film) als Mort
- 2015–2017: King Julien (Fernsehserie) als Mort

Cody Cameron
- 2001: Shrek – Der tollkühne Held als Pinocchio
- 2004: Shrek 2 – Der tollkühne Held kehrt zurück als Pinocchio
- 2007: Shrek der Dritte als Pinocchio
- 2010: Für immer Shrek als Pinocchio
- 2022: Der gestiefelte Kater: Der letzte Wunsch als Pinocchio

Matt Craven
- 2002: Das Leben des David Gale als Dusty Wright
- 2004: Anatomie einer Entführung als Agent Ray Fuller
- 2005: Das Ende – Assault on Precinct 13 als Officer Kevin Capra

David Schwimmer
- 1996: Der Zufallslover als Tom Thompson
- 1994–2004: Friends (Fernsehserie) als Ross Eustace Geller

Curtis Armstrong
- 1998: Safety Patrol! – Mit Sicherheit ins Chaos als Bert Miller
- 2004: Ray als Ahmet Ertegün

Ian Hart
- 1999: Das Ende einer Affäre als Mr. Parkis
- 2004: Sherlock Holmes – Der Seidenstrumpfmörder als Dr. John Watson

Giles New
- 2003: Fluch der Karibik als Murtogg
- 2017: Pirates of the Caribbean: Salazars Rache als Murtogg

### Filme
- 1994: Schindlers Liste – Jacek Wójcicki als Henry Rosner
- 1996: Versprochen ist versprochen – Chris Parnell als Kaufhausangestellter
- 1997: Mäusejagd – Mario Cantone als Zeppo Suit 1
- 1997: Hostile Waters – Ein U-Boot-Thriller – Alexis Denisof als John Baker
- 1997: Good Will Hunting – Der gute Will Hunting – Harmony Korine als Jerve
- 1998: Antz – Grant Shaud als Vorarbeiter
- 1999: Galaxy Quest – Planlos durchs Weltall – Jed Rees als Teb
- 1999: Die Killerhand – Sean Whalen als Mac Macy
- 2000: Der Grinch – Clint Howard als Whobris
- 2000: Der Grinch – Frank Welker als Max, der Hund
- 2000: Nürnberg – Im Namen der Menschlichkeit – Robert Joy als Anton Pachelogg
- 2000: Chicken Run – Hennen rennen – Phil Daniels als Fetcher
- 2000: Digimon – Der Film – Joe Pilato als MetallGreymon
- 2003: Malibu’s Most Wanted – Snoop Dogg als Ronnie Rizzat
- 2003: Wie werde ich ihn los – in 10 Tagen? – Thomas Lennon als Thayer
- 2003: Daredevil – Leland Orser als Wesley Owen Welch
- 2004: Das wandelnde Schloss – Billy Crystal als Calcifer
- 2004: Riddick: Chroniken eines Kriegers – Linus Roache als Purifier
- 2004: In 80 Tagen um die Welt – Frank Coraci als Angry Dapper Pedestrian
- 2005: Der Tiger und der Schnee – Giuseppe Battiston als Ermanno
- 2005: Merry Christmas – Dany Boon als Ponchel
- 2005: Roll Bounce – Mike Epps als Byron
- 2005: Doom – Der Film – Ian Hughes als Sandford Crosby
- 2005: Solange du da bist – Willie Garson als Oberkellner
- 2005: XXx 2 – The Next Level – Todd Louiso als Dickie Ambrose
- 2006: Oh, wie schön ist Panama als Blinder Maulwurf
- 2006: Tierisch wild als James
- 2006: Klick – Henry Winkler als Ted Newman
- 2006: Beim ersten Mal – J. P. Manoux als Dr. Angelo
- 2008: Kung Fu Panda – Dan Fogler als Zeng
- 2008: Willkommen bei den Sch’tis – Philippe Duquesne als Fabrice Canoli
- 2009: Transformers – Die Rache – Reno Wilson als Mudflap
- 2011: Der Zoowärter – Jon Favreau als Jerome, der Bär
- 2012: Der kleine Rabe Socke als Herr Hund
- 2014: Get on Up – J. D. Evermore als Seminarleiter
- 2015: Mission: Impossible – Rogue Nation – Simon McBurney als Atlee
- 2015: Der kleine Rabe Socke 2 – Das große Rennen als Herr Hund und Biber #2
- 2018: Christopher Robin – Peter Capaldi als Rabbit
- 2019: Angry Birds 2 – Der Film – Eugenio Derbez als Glenn
- 2019: Jumanji: The Next Level – John Ross Bowie als Cavendish
- 2020: Der Spion von nebenan – Basel Daoud als Hassan
- 2021: Peter Hase 2 – Ein Hase macht sich vom Acker – Rupert Degas als Samuel Schnauzbart
- 2022: Sing – Die Show deines Lebens – Spike Jonze als Jerry
- 2023: Chicken Run: Operation Nugget – Daniel Mays als Fetcher

### Serien
- 1992: Kickers – Kazue Ikura als Mario
- 1993–1996: Sonic der irre Igel – Ian James Corlett als Coconuts
- 1995: Lady Oscar – Die Rose von Versailles – Katsunosuke Hori als Hans Axel von Fersen
- 1996–1997: Dragon Ball GT – als Baby / Super Baby
- 1996–2004: Hinterm Mond gleich links – French Stewart als Harry Solomon
- 1999–2005: Alle lieben Raymond – Jon Manfrellotti als Gianni
- 2000: Digimon – Chika Sakamoto als Koromon / Agumon / Greymon / MetallGreymon / WarGreymon
- 2001–2008: Angel – Jäger der Finsternis – Andy Hallett als Lorne / Krevlorneswath vom Deathwok Clan
- 2002: Digimon Tamers – Kouki Miyata als Kumbhiramon
- 2002–2004: He-Man and the Masters of the Universe als Orko
- seit 2002: SpongeBob Schwammkopf – Stephen Hillenburg (bis 2004)/Paul Tibbitt (2005–2012)/Mr. Lawrence (seit 2017) als Potty
- 2003: Band of Brothers – Wir waren wie Brüder – Rick Gomez als Sgt. George Luz
- 2006–2008: Camp Lazlo – Jeff Bennett als Samson
- 2006: Ghost Whisperer – Stimmen aus dem Jenseits – Joey Slotnick als Cliff Aimes
- 2006: Ghost Whisperer – Stimmen aus dem Jenseits – Scott Rinker als Reggie
- 2006: Still Standing – David Koechner als Carl
- 2006–2010: Boston Legal – Christian Clemenson als Jerry Espenson
- 2007: Ghost Whisperer – Stimmen aus dem Jenseits – Tom Beyer als Zeitungsverkäufer
- 2007: Ghost Whisperer – Stimmen aus dem Jenseits – Chad Donella als Randy Cooper
- 2007: Ghost Whisperer – Stimmen aus dem Jenseits – Time Winters als James Sutherland
- 2007: Leo – Ein fast perfekter Typ – Uwe Meyer als Leo
- 2007–2008: Digimon Data Squad – Taiki Matsuno als Agumon / GeoGreymon / RiseGreymon / ShineGreymon
- 2008: Transformers: Animated – John Moschitta als Blurr
- 2008: Dexter – Silas Weir Mitchell als Ken Olson
- 2008–2009: Spectacular Spider-Man – Steve Blum als Grüner Kobold
- 2008–2010: VeggieTales – Mike Nawrocki als Larry Gurke
- 2009–2010: Grey’s Anatomy – Phil Abrams als Dr. Jim Nelson
- 2009–2011: Yu-Gi-Oh! 5D’s – Tetsuya Yanagihara als Lazar
- 2010–2012: Die Superschurken-Liga – Scott McNeil als Voltar
- 2011–2014: Adventure Time – Abenteuerzeit mit Finn und Jake – Pendleton Ward als Beulenweltprinzessin
- 2013–2016: Supernatural – Curtis Armstrong als Metatron
- 2013: Die Biene Maja als Rempel
- 2013: Sanjay & Craig – Tony Hale als Mr. Noodman
- 2013: Ninjago – Mark Oliver als Dr. Julien (1. Stimme)
- 2013–2016: Willkommen in Gravity Falls – Alex Hirsch als Fiddleford Hadron „Alterchen“ McGucket
- 2015: Heidi als Herr Bahner
- 2015: Under the Dome – Frank Whaley als Dr. Marston
- 2016: Die Garde der Löwen – Jonny Rees als Mzingo
- 2016–2017: Der kleine Rabe Socke als Herr Hund
- 2017: American Gods – Corbin Bernsen als Vulcan
- 2017–2019: Legion – Bill Irwin als Cary Loudermilk
- 2017–2018: Bunsen ist ein Biest – Jeremy Rowley als Bunsen
- 2017: Die Abenteuer von Rocky und Bullwinkle – Piotr Michael als Furchtloser
- 2019: DuckTales als Panchito Pistoles
- 2019–2022: Grünes Ei mit Speck – Michael Douglas als Nein-sagt Mick
- 2019: Ninjago – Brian Drummond als Char
- 2021–2022: Inside Job – Andrew Daly als J. R. Scheimpough
- 2022–2024: Der Geist und Molly McGee – Dana Snyder als Scratch
- 2022–2024: Sonic Prime als Dr. Deep

### Videospiele
- 2022: Mario + Rabbids Sparks of Hope als Professor Wunderlich[2]

## Diskografie
- Stadtabenteuer mit Ulf, Zwulf und dem Spatz Willi, als Ulf
- Knaatsch am Sonntag – Neue Lieder mit Ulf und Zwulf, als Ulf
- Die Kaspermaus – Ein neues Abenteuer mit Ulf und Zwulf, als Ulf
- Die vergessliche Prinzessin – Märchenlieder von Ulf & Zwulf, als Ulf
- Abenteuer im Drachenland, als Ulf
- CircusLieder von Ulf & Zwulf, als Ulf
- Tausend kleine Fenster, als Ulf (Vorspiel Ulf & Zwulf)
- Der Wolkenstein, als Hase Windohr
- Poe – Hörspiel # 12 – Eleonora
- Poe – Hörspiel # 17 – Das verräterische Herz
- Poe – Hörspiel # 18 – Gespräch mit einer Mumie
- Gabriel Burns – Hörspiel # 1 – Der Flüsterer
- Gabriel Burns – Hörspiel # 2 – Die Brut
- Der Kampf um Troja, als Apoll und Kyknos

Hörspiele
- 1981: Hans Christian Andersen: Der standhafte Zinnsoldat (Paul und ein Zinnsoldat) – Regie: Heiner Möbius (Kinderhörspiel – Litera)
- 1981: Peter Brasch: Der Wolf und Rotkäppchen in der Stadt (Paul) – Regie: Joachim Siebenschuh (Kinderhörspiel – Litera)
- 1983: Sándor Sáfár/Zoltán Jékely: Wie der Zigeunerseppl ein Gauner wurde (Junge)/Vom bärenstarken Moga (Miklosz) – Regie: Andreas Scheinert (Kinderhörspiel – Litera)
- 1984: Erwin Ziemer: Vatersorgen (Typ) – Regie: Joachim Gürtner (Kurzhörspiel aus der Reihe Waldstraße 7 – Rundfunk der DDR)
- 1985: Volksbuch: Till Eulenspiegels mehrsteils wohlige Nacht in der Herberg zu Kneiteln (Student) – Regie: Andreas Scheinert, Jürgen Schmidt (Hörspiel – Litera)
- 1990: Dylan Thomas: Unter dem Milchwald – Regie: Fritz Göhler (Original-Hörspiel – Rundfunk der DDR)
- 1990: Waldtraut Lewin: Der goldene Regen – Regie: Barbara Plensat (Hörspiel – Rundfunk der DDR)
- 1990: Jan Eik: Der letzte Anruf (Oberleutnant Wischnewski) – Regie: Barbara Plensat (Hörspiel – Funkhaus Berlin)
- 1991: Mirjana Buljan: Der siebente Bruder (6. Bruder) – Regie: Barbara Plensat (Hörspiel – Funkhaus Berlin/ORF)
- 1992: Clemens Brentano: Die Mährchen vom Rhein und dem Müller Radlauf (Rattenkönig) – Regie: Peter Groeger (Kinderhörspiel – DS Kultur)
- 1993: Mario Göpfert: Die Mondblume – Regie: Peter Groeger (DS Kultur)